# Codexul Bruce
Codexul Bruce (de asemenea numit Codex Brucianus) este un manuscript gnostic dobândit de British Museum. În 1769, James Bruce a achiziționat codexul în Egiptul de Sus. Acesta a fost transferat la muzeu cu o serie de alte texte Orientale în 1842. În prezent se află în Bodleian Library (Bruce 96), unde a fost dus în 1848.

## Conținutul
Codexul Bruce în posesia Muzeului Britanic era asamblat într-o ordine aleatorie, unele pagini fiind cu susul în jos, deoarece nimeni implicat nu vorbea Coptă. A fost editat în anul 1893 de către Carl Schmidt, care l-a tradus de asemenea în limba germană. Violet Macdermot l-a tradus în limba engleză numindu-l Cărțile lui Jeu și Textul fără titlu în Codexul Bruce în anul 1978.
Schmidt a identificat două texte în Codex, ambele texte misterioase gnostice; el a concluzionat că primul este identic cu Cărțile lui Jeu menționate în Pistis Sophia; celălalt nu avea titlu. El a asociat două fragmente mici din acesta (un imn și un pasaj de proză) cu cea de-a doua Carte a lui Jeu, care este incompletă.